# Семе страсти
Семе страсти (шп. Amarte así) аргентинско-америчка је теленовела, продукцијске куће Телемундо, снимана 2005.
У Србији је емитована 2008. на Фокс телевизији.

## Синопсис
Интригантна прича о Маргарити и Игнасију, младим људима које ће заувек повезати само један догадјај из прошлости. После завршених студија медицине Игнасио се враћа у свој родни град како би почео да се бави послом доктора. Игнасио не памти једну давну несрећну ноћ прекривену тајнама и питањима без јасних одговора, ноћ која је заувек променила Маргаритин живот, остављајући јој и нешто што ће највише волети – сина Фрихолита. Маргарита је певачица у скромном ресторану. За њу је љубав сведена на речи песама које пева и ништа више од тога она ни не очекује.
Након свега што јој се десило те ноћи постала је огорчена, дубоко уверена да је тада била дрогирана и злостављана, а да је главни кривац Игнасио. Ипак, ни она не зна све што се тада десило - Игнасио је несумњиво отац малог Фрихолита, али у читавом сплету околности он није крив. Игнасио ће се по повратк кући спријатељити са шестогодишњим дечаком који верује да нема оца, и неће знати да је то симпатично биће његово дете.
Све јаче пријатељство између Игнасија и Фрихолита узнемириће Маргариту којој ће бити тешко да прихвати да се њен син везује за човека који јој је упропастио живот. Маргарита ће почети да ради као дадиља у кући Игнасиовог брата Франциска који ће се у њу заљубити и ускоро ће се венчати. И Игнасио ће одвести пред олтар Шантал, али чак ни тада прича између њих двоје неће бити завршена.

## Улоге
| Глумац:                 | Улога:       |
| ----------------------- | ------------ |
| Лици Домингез           | Маргарита    |
| Маурисио Окман          | Игнасио      |
| Алехандро Фелипе Флорес | Фрихолито    |
| Карла Петерсон          | Шантал       |
| Роберто Матеос          | Франциско    |
| Едгар Вивар             | Дон Педро    |
| Маријана Бејер          | Дулсе        |
| Хорхе Шуберт            | Рамиро       |
| Ванеса Робијано         | Кармен       |
| Лилијана Родригез       | Анунсијасион |
| Марита Баљестерос       | Лукресија    |
| Хорхе Суарез            | Давид        |
| Ирене Алмус             | Адела        |
| Кристина Ромеро         | Росита       |
| Алдо Пастур             | Моралес      |
| Максимилијано Ђионе     | Лучо         |
| Гидо Масри              | Темо         |
| Енос Леано              | Хуан Теморио |
| Серхио Очоа             | Висенте      |
| Леонардо Суарез         | Тоњо         |
| Ишамар Гонзалез         | Данијела     |
| Мерцедес Скапола        | Олга         |
| Пијетро Гијан           | Салвадор     |
| Маурисио Родригез       | Паточо       |
| Дијего Оливера          | Грегорио     |